# Ivan Ilić (Fußballspieler, 2001)
Ivan Ilić (serbisch-kyrillisch Иван Илић; * 17. März 2001 in Niš) ist ein serbischer Fußballspieler, der aktuell für den FC Turin spielt und Nationalspieler von Serbien ist.

## Karriere

### Verein
Ivan begann mit dem Fußballspielen beim lokalen Fußballverein Filip Filipović. Über Real Niš wechselte er im Sommer 2016 zur Jugendmannschaft von FK Roter Stern Belgrad. Kurz nach seinem Wechsel unterschrieb er einen Dreijahresvertrag als Profi. Am 1. April 2017 gab er beim 2:1-Heimsieg gegen FK Spartak Subotica in der SuperLiga sein Profidebüt, als er in der 90. Spielminute für Srđan Plavšić eingewechselt wurde. Damit wurde er zum jüngsten Debütanten der Vereinsgeschichte und der erste Spieler in der serbischen Liga, der 2001 geboren wurde.
Im Sommer 2017 wechselte Ilić mit seinem älteren Bruder Luka zu Manchester City, blieb aber bis zu seinem 18. Geburtstag an Belgrad verliehen. Im Winter 2019 wurde er an den serbischen Erstligisten FK Zemun verliehen. Er kam in der ersten Liga auf sechzehn Einsätze und traf dreimal. Zur Spielzeit 2019/20 wurde er an NAC Breda in die zweite niederländische Liga verliehen. Er spielte dort 21 Ligaspiele (drei Tore) und drei Pokalspiele (ein Tor). Zur Saison 2020/21 wurde er an Hellas Verona verliehen. Am 19. September 2020 gab er beim 0:0-Heimspiel gegen die AS Rom sein Debüt in der Serie A, als er in der 78. Spielminute für Samuel Di Carmine eingewechselt wurde. Das Spiel wurde jedoch später mit 3:0 für Verona gewertet, da Rom Spieler eingesetzt hatte, die nicht spielberechtigt waren. Insgesamt spielte er während der Spielzeit 29 Ligaspiele und traf dort zweimal. 2021 wurde er für den Golden Boy nominiert. Im Sommer 2021 wechselte er fest zu Hellas Verona. Per Leihe wechselte er im Januar 2023 für den Rest der Saison zum FC Turin, im folgenden Sommer wechselte daraufhin fest nach Turin.

### Nationalmannschaft
Ilić machte bereits 2015 für die serbische U14-Nationalmannschaft bei einem internationalen Turnier in Kroatien ein Spiel für eine Juniorenmannschaft von Serbien. Dort spielte er zweimal – einmal gegen Kroatien und gegen die Vereinigten Staaten. Im November 2015 wurde Ilić für die U15-Nationalmannschaft nominiert und vertrat das Team bis 2016. 2016 wurde er erstmals für die U17-Nationalmannschaft berufen. Er spielte zwei Spiele bei der U-17-Fußball-Europameisterschaft 2017 für Serbien, schied mit der Mannschaft aber als Gruppenletzter aus. Bei der U-17-Fußball-Europameisterschaft 2018 spielte er ein Spiel für Serbien, jedoch schied die Mannschaft auch dort als Gruppenletzter aus.
Am 7. Juni 2021 debütierte er bei einem Freundschaftsspiel gegen Jamaika für die Serbische Fußballnationalmannschaft. Das Spiel endete 1:1.

## Spielstil
Als Linksfuß spielte Ivan in seiner Jugend häufig als Linksverteidiger. Später fokussierte er sich auf das defensive Mittelfeld, kann aber auch offensiv oder zentral eingesetzt werden.

## Persönliches
Ivan wuchs in einer Sportlerfamilie auf. Sein Vater Srđan spielte als Flügelspieler für den FK Radnički Niš und seine Mutter Danijela war professionelle Basketballspielerin. Sein älterer Bruder Luka ist ebenfalls Profifußballer.